# جوزيف إل. إيبس
جوزيف إل. إيبس (بالإنجليزية: Joseph L. Epps)‏ هو عسكري أمريكي، ولد في 16 مايو 1870 في جيمستاون في الولايات المتحدة، وتوفي في 20 يونيو 1952 في أوكلاهوما في الولايات المتحدة.